# Adroguer
L'adroguer era el propietari, el botiguer o el despatxant d'una adrogueria. Aquest establiment era especialitzat a vendre al detall els productes típics d'ultramar i les colònies com ara les espècies (pebre, canyella, safrà, etc.), el sucre o el cacau. Tots aquests tenien en comú que eren fàcils de transportar per la seva mida petita i manejable i que eren molt cobejats per la societat europea, la qual en pagava uns preus que en feien molt rendible el transport intercontinental.
La referència més antiga del terme en català és del segle xiv com a «mercaders de drogues», i no seria fins al xvi que es normalitzaria el terme «adroguer», mentre que en llatí és habitual el terme aromatarii.
Durant l'edat mitjana i, en alguns llocs de Catalunya, durant l'edat moderna, aquest ofici sovint conformava el col·legi amb els candelers. A Mallorca, les funcions dels adroguers requeien sota el col·legi dels sucrers i candelers. Al segle xvi ambdós oficis començaren a ser classificats a l'estament dels artistes en comptes del dels menestrals. A Barcelona se separaren ja durant la baixa edat mitjana; el 1562 els adroguers aconseguiren unes ordinacions per ells; i al segle xvii es constituïren en un col·legi propi.